# Al forno
Al forno — італійський термін, що описує їжу, запечену в печі. В Італії зазвичай таким чином готують піцу, хліб та страви з макаронних виробів, зокрема лазанью.
Перед приготуванням страв al forno макарони іноді відварюють. Цей метод на противагу al dente, дозволяє подавати їжу м'якою.

## Історія та культура
У Південній Італії існує традиція використання дров'яних печей і грилів на відкритому вогні. Піч на дровах та страви al forno — особливість багатьох італійських ресторанів. Печі з цегли та глини є ключовою особливістю кухонь Середземномор'я та Близького Сходу, оскільки деревина протягом багатьох століть є головним паливом для багатьох куточків Європи.
Запіканка з макарон або паста al forno — одна з основних страв Південної Італії. Її історія сягає часів Середньовіччя. Жителі півдня називають пасту al forno італ. piatto unico, досл. «унікальна страва», тобто в якій є все, що необхідно для повноцінного обіду — протеїни, вуглеводи, овочі й молочні продукти.
Склад пасти al forno має територіальні відмінності. У Північній Італії через прохолодний клімат використовують більш поживні і зігріваючі інгредієнти — вершкове масло, свинячий жир, різні згущувачі (борошно, крохмаль, яйця, рис і так далі), м'ясні підливи з яловичини або, що частіше, свинини. У Південній Італії, навпаки, в такий пасті домінують овочі (наприклад, баклажан, солодкий перець), а замість м'яса часто кладуть більш легке прошуто. Часто у таку пасту додають інгредієнти, що залишилися зі попереднього обіду, наприклад шматочки смаженої курки або соус бешамель.
Для приготування пасти al forno радять уникати довгих видів макарон, таких як спагеті чи лінґвіне. Для цього підходять короткі види — конкільє, пенне, рігатоні тощо.